# Shuten-dōji
 (décembre 2019).

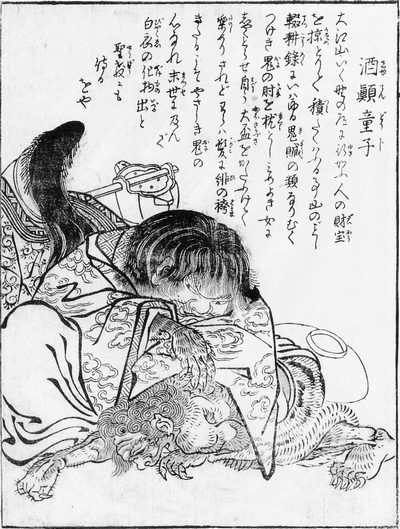
Toriyama Sekien, Shuten-dōji (顚 童子) de Konjaku gazu zoku hyakki.

Shuten-dōji (酒呑童子, aussi retranscrit 酒顛童子, 酒天童子 ou 朱点童子) est un oni (démon). Ce démon légendaire aurait vécu à Ōeyama, à la frontière entre les provinces de Tamba et Tango, ou à la frontière entre les provinces de Yamashiro et Tamba (dans la préfecture de Kyoto). Ce personnage tire son nom de son goût pour le saké (Shuten signifiant celui qui boit-ten beaucoup de saké-shu). Selon la légende, Shuten-dōji aurait finalement été vaincu par Minamoto no Raikō et ses hommes, qui l'aurait décapité avec le sabre appelé « Dōji-giri » aujourd'hui conservé au Musée national de Tokyo. Classé au patrimoine national, ce sabre fait partie des cinq sabres les plus célèbres du Japon avec le « Oni-kiri-maru » conservé au sanctuaire Tada de Kawanishi, dans la préfecture de Hyōgo. Lié à la famille Genji, ce sabre est également associé à la légende de la défaite de Shuten-dōji. 

## Textes
Le texte le plus ancien se trouve dans le Ōeyama Ekotoba (大江山 絵 詞 Le Mont Ōe en images et en récit) qui date du XIVe siècle. Il s'agit d'un rouleau illustré conservé au musée d'art Itsuō. Ensuite incorporé au corpus des Otogi-zōshi, le récit a largement repris dans les versions imprimées sur bloc de bois appelées Otogi bunko (御伽文庫), notamment dans les éditions Shibukawa Seiemon (parues vers 1720). 
Dans un autre ensemble de textes, le repère de Shuten-dōji est situé sur le Mont Ibuki. Le personnage est alors associé au « démon du sixième paradis » (Dairokuten maō (ja)) dont il serait une manifestation. 
Selon d'autres légendes encore, Shuten-dōji serait né dans le village de Nakamura (district de Kuwabara, dans la province d'Echigo, dans l'actuelle Niigata). On trouve aussi que le serpent à huit têtes Yamata-no-Orochi, vaincu par Susanoo au pied du mont Ibuki, s'était réfugié dans la province d'Izumo avant de s'enfuir vers Omi, et que Shuten-dōji serait le fils né de ses amours avec la fille d'un riche marchand. Cette ascendance expliquerait que le père et fils soient tous deux de grands amateurs de saké.

## Localisation
Il existe différentes versions du récit, dans l'une d'elles le refuge de Shuten-dōji se situe sur le Mont Ōe (大江山) au nord-ouest de la ville de Kyoto, dans une autre elle se trouve sur le Mont Ibuki, mais le Mont Ōeyama (大枝山) à l'extrême sud de Kyoto est souvent cité. Dans la province de Tanba, on recense deux montagnes nommées Mont Ōe. 

## Résumé (version la plus ancienne)

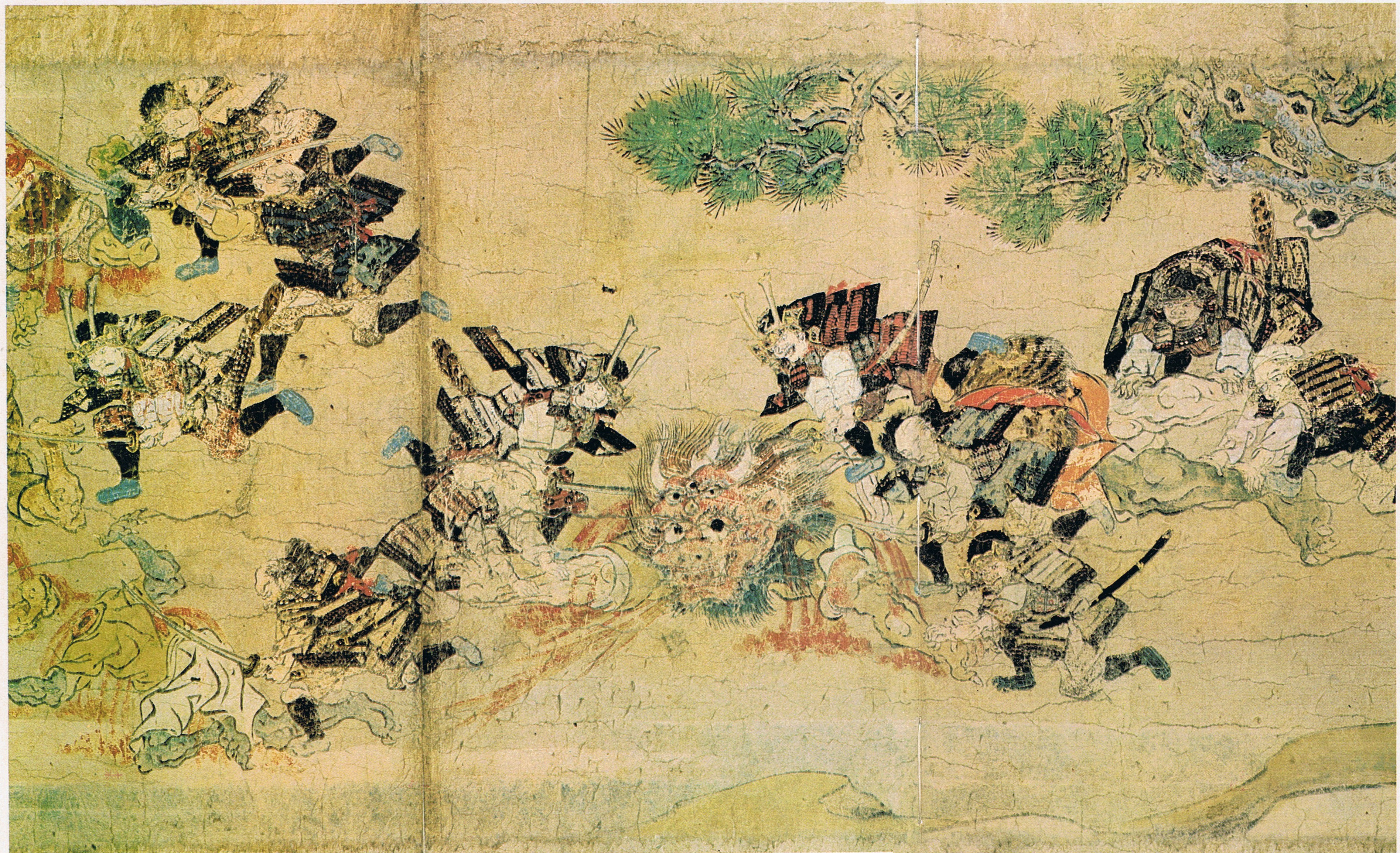
Scène de Ōeyama Emaki. —Itsuō Art Museum

Dans le texte le plus ancien (Ōeyama Ekotoba ou Ōeyama Emaki) ,  la légende commence ainsi :
Sous le règne de l'empereur Ichijō (986-1011), on recensait un grand nombre de disparitions mystérieuses dans Kyoto. La plupart des victimes étaient des jeunes femmes. Abe no Seimei, le célèbre onmyōdō devin de la cour impériale, comprend que le coupable est un démon répondant au nom de Shuten-dōji installé sur le Mont Ōe. L'empereur ordonne à Minamoto no Raikō (Minamoto no Yorimitsu) et à Fujiwara no Hōshō (Fujiwara no Yasumasa (ja)) d'aller exterminer le démon. Raikō a fait appel à quatre de ses lieutenants quand Hōshō n'est accompagné que de son jeune secrétaire (shōgen) du Dazaifu. Le groupe quitté Kyoto en 995,.  Sur les conseils de divinités protectrices, Yorimitsu et ses hommes se déguisent en ermites des montagnes (yamabushi) et se rendent à la demeure du démon pour y passer la nuit. En chemin il rencontre une femme qui leur raconte que les femmes kidnappées sont reduites en esclavage, mais qu'elles sont souvent massacrées sans raison et que leur corps est alors dévoré par les oni. Shuten-dōji et ses acolytes, savent que Minamoto no Yorimitsu et ses hommes viennent les éliminer. Méfiants, ils les interrogent mais les guerriers ayant réussi à dissiper les soupçons, ils boivent ensemble du saké. Le démon leur raconte alors qu'il vivait jadis sur le mont Hirano (mont Hira [5]), mais depuis que le grand maître Sōken (Saichō) aconstruit le temple Enryaku-ji, il a dû partir et s'installer sur le mont Ōe en 849. Raikō et ses compagnons font boire à Shuten-dōji un saké empoisonné reçu du grand bodhisattva Hachiman. Puis, alors que le démon s'est endormi, ils revêtent leurs armures et attaquent. Ils le maîtrisent dans son sommeil et lui tranchent la tête. La tête coupée bondit et tente de mordre le casque de Yorimitsu, mais il parvient à parer l'attaque grâce aux casques de ses compagnons. Le groupe victorieux rapporte à Kyoto la tête du démon et font une entrée triomphale dans la capitale. Après examen de l'empereur et de ses ministres, la tête est conservée dans le trésor du Byōdō-in. 

### Description physique
Dans le Ōeyama Ekotoba, il est écrit que Shuten-dōji retrouve sa vraie forme quand il dort. Son corps de couleur rouge faisait 50 pieds de haut, il avait cinq cornes sur la tête et quinze yeux ; une de ses jambes était blanche et l'autre noire, ses bras étaient jaunes et bleus .

### Shuten-dōji et la culture japonaise
Le personnage de Shuten-dōji a influencé de nombreux pans de la culture japonaise.

### Nô
- Pièce intitulée « Ōe-yama »

### Kabuki
- « Ōe-yama Shuten-dōji »

Pièce écrite par Hagiwara Yukio pour Nakamura Kanzaburo XVII. Première représentation au Kabuki-za en juin 1963.

### Festival
- Fête annuelle du sanctuaire de Kanda (mai, Chiyoda-ku à Tokyo)

En parallèle du « Kanda Matsuri », le « Ōeyama Kaijin » est organisé tous les deux ans lors du festival principal. Des participants  déguisées en Minamoto no Raikō, accompagné de ses lieutenants (les Raikō Shitennō) et leurs serviteurs défilent avec un char représentant la tête de Shuten-dōji.Cette procession était autrefois l'une des attractions les plus populaires du festival. Avec la disparition du char, cette procession a été suspendue jusqu'en 2007. Elle a pu être rétablie grâce à la coopération de la Société des ressources culturelles .
- Karatsu Kunchi

Le festival d'automne « Karatsu Kunchi » a lieu tous les ans en novembre au temple Karatsu, dans la préfecture de Saga. À cette occasion, « Shuten-dōji et le casque de Minamoto no Raikō » de la ville de Komeya-cho paradent en ville.
- Défilé du Shuten-dōji

Dans la ville de Tsubame (préfecture de Niigata), où Shuten-dōji serait né, une troupe de danseurs vêtus de costumes inspirés du personnage présente un spectacle lors du « Shuten-dōji Gyōretsu », un défilé ayant lieu à l'automne.